# Ah Muzen Cab
Ah-Muzen-Cab este unul dintre zeii mayași ai albinelor și mierei. 

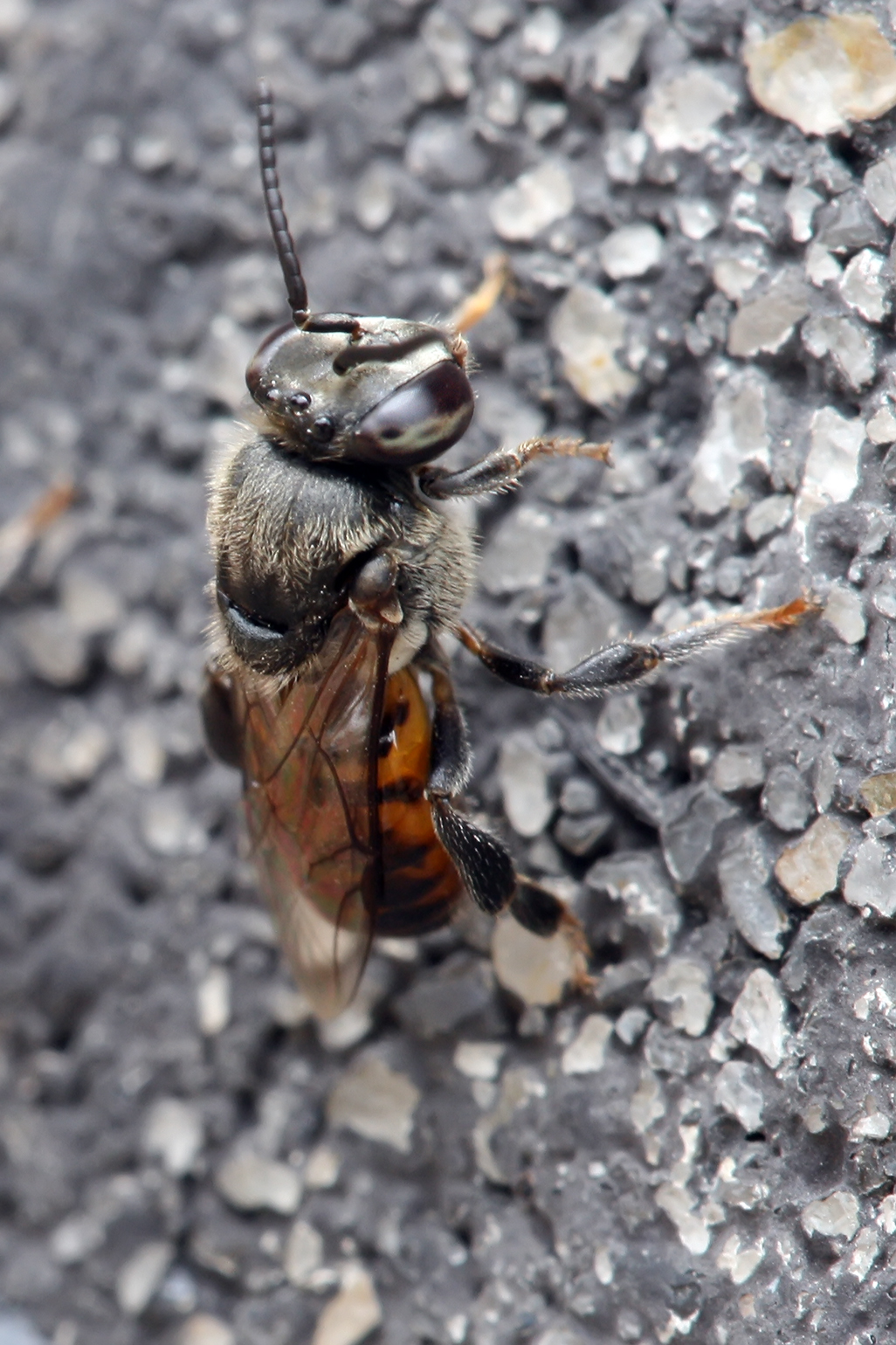
Albină din tribul Meliponini, subfamilia Apinae, comună în America